# Stres
Stres je pojem iz psihologije in biologije, beseda je bila prvič uvedena leta 1930. Nanaša se na posledice nezmožnosti organizma - človeškega ali živalskega - da se le ta pravilno odzove na čustvene ali fizične grožnje, bodisi dejanske ali zamišljene.

## Simptomi
Simptomi stresa običajno vključujejo alarmno reakcijo in izločanje adrenalina, povečata se krvni tlak in mišična prekrvitev, pospeši se delovanje srca in dihanje, povečajo se budnost, previdnost in pozornost, nezmožnost koncentriranja in glavobol.

## Izvor in terminologija
Izraz stres v biološkem smislu je prvič uvedel endokrinolog Hans Selye leta 1930. Kasneje ga je razširil in populariziral koncept, da je zajel neprimeren psihološki odziv na katerokoli zahtevo. Besedo stres je uporabljal, kot stanje, stresor pa kot stimulant za povzročitev stresa. Zajema širok spekter pojavov od blagih draženj pa do drastičnih, ki lahko povzročijo hude zdravstvene težave.
Znaki stresa so lahko kognitivni, čustveni, fizični ali vedenjski. Znaki vključujejo: nezmožnost presoje, slab videz,glavobol, pretirano skrb, brezbrižnost, razdražljivost, vrtoglavico, vznemirjenost, utrujenost, nezmožnost sprostitve, občutek osamljenosti, depresijo, bolečine, bolečine v prsih, trzanje obraza, slabotnost, motnje spanja, krči, driska, zaprtje, žalost, potrtost, strah, pesimizem, poslabšana koncentracija, pozabljivost, zloraba alkohola in drog, prenajedanje, zvečano kajenje, grizenje nohtov, kričanje, preklinjanje, jok.

## Nastanek stresa
Stres je reakcija telesa na stresor. Resničen ali namišljen dražljaj, ki povzroči stres. Akutni stresor vpliva na organizem kratkoročno, kronični pa dolgoročno.
Selye je raziskoval učinke stresa.
Alarm je prva stopnja. Ko je grožnja ali stresor prepoznan ali udejanjen je odziv organizma alarm. V tej fazi se pospešeno tvori in izloča adrenalin, da se lahko izvede napad(obramba) ali umik.
(fight-or-flight efekt)
Upor je druga faza. Če stresor vztraja je nujno ukreniti nekaj da se mu upremo. Čeprav se organizem skuša prilagoditi  napetosti in zahtevam okolice, tega ne more vzdržati neskončno dolgo. Rezerve se postopoma izčrpajo.
Izčrpanost je tretja in končna stopnja razvoja stresa. Na tej stopnji se vsi viri, vse rezerve postopoma izčrpajo. Organizem ni vež zmožen ohranjati normalnih funkcij. Pojavijo se znaki avtonomnega živčnega sistema. (potenje, povišan utrip, itd)
Če se tretja stopnja podaljšuje so posledice lahko bolezenske. Rana na želodcu, depresija, diabetes, težave s prebavili ali s kardiovaskularnim sistemom in nekatere duševne bolezni.

## Kronični stres
Krončni stres je odziv možganov na neprijetne dogodke, ki se ponavljajo daljši čas, na le te pa posameznik ne vpiva oziroma nima kontrole nad njimi. Vzroki za kronični stres so dolgotrajni neizgibni stresorji in pa tudi povečana nagnjenost k stresnem odzivu. Posledice kroničnega stresa so motnje spomina in učenja, duševne bolezni (anksioznost, depresija, samomorilnost), presnovne in srčno-žilne bolezni (debelost, hipertenzija, ateroskleroza), nagnjenost k zasvojenosti. Kronični stres zdravimo s telesno dejavnostjo, zadostno količino spanca, socialno podporo bližnjih (partner, prijatelji), prijetnimi dejavnostmi (kultura, hobi, smeh, razvedrilo) in zdravili.

## Pogosti vzroki
Tako negativni ali pozitivni stresorji lahko povzročijo stres. Nekatere pogoste kategorije in primeri stresorjev vključujejo: čutne vnose, kot so bolečina, močna svetloba ali okoljska vprašanja, kot je pomanjkanje nadzora nad okoljskimi razmerami, kot je hrana, stanovanje, zdravje, svoboda ali mobilnost. Tudi socialna vprašanja lahko povzročijo stres. To so na primer družben poraz, konflikti v razmerju, prevare, rojstva in smrti, poroke in razveze.
Življenjske izkušnje, kot so revščina, brezposelnost, depresija, pitje ali nezadostno spanje lahko tudi povzroči stres. Učenci in delavci lahko doživijo stres zaradi izpitov, rokov pri projektih in zaradi skupinskih projektov.
Negativne izkušnje pri razvoju (npr. spolne zlorabe) tudi prispevajo k razvoju odzivnega sistema za stres pri posamezniku. Ena od ocen raznih stresov v življenju ljudi je tudi Holmesova in Rahova lestvica stresa.

### Vpliv stresa na posameznika je zelo različen
Danes stres definirajo kot fiziološki, psihološki in vedenjski odgovor posameznika, ki se poskuša prilagoditi in privaditi potencialno škodljivim ali ogrožujočim dejavnikom, ki jih imenujemo stresorji. Stresor je dogodek, situacija, oseba ali predmet, ki ga posameznik doživi kot stresni element in zamaje njegovo ravnovesje, posledica tega je stresna reakcija. Stresnost neke situacije ali dogodka ni za vse ljudi enaka. Stresnost določajo posameznikova osebnost, starost, njegove izkušnje, vrednote, prepričanja, energetska opremljenost, okoliščine v katerih se pojavi, ter širše in ožje okolje  v katerem živi oseba. Veliko vlogo pri vplivanju stresa ima življenjska in miselna naravnanost posameznika, trdnost in kakovost medsebojnih odnosov z ljudmi, ki ga obdajajo. Določen dogodek je lahko za nekoga stresor, za drugega pa dobrodošla spodbuda v življenju. 